# Jackie Sewell
Jackie Sewell (Kells, Whitehaven, 1927. január 24. – 2016. szeptember 26.) angol és zambiai válogatott angol labdarúgó, csatár.

## Pályafutása

### Klubcsapatban
A Whitehaven Town korosztályos csapatában kezdte a labdarúgást. 1946 és 1951 között a Notts County, 1951 és 1955 között a Sheffield Wednesday labdarúgója volt. 1955-ben igazolt az Aston Villa csapatához, ahol 1957-ben angol kupagyőztes lett az együttessel. 1959 és 1961 között a Hull Cityben szerepelt. 1960 és 1965 között a zambiai City of Lusaka FC játékos-edzője volt. 1965-ben fejezte be az aktív labdarúgást.

### A válogatottban
1951 és 1954 között hat alkalommal szerepelt az angol válogatottban és három gólt szerzett. Játszott 1953. november 25-én a Wembley-ben a 6–3-as magyar győzelemmel véget ért a angol–magyar mérkőzésen. A 14. percben az ő góljával lett 1–1 az állás.
1964-65-ben tíz alkalommal szerepelt a zambiai válogatottban és hét gólt szerzett.

## Sikerei, díjai
Aston Villa
- Angol kupa (FA Cup)
  - győztes: 1957